# Arvikafestivalen 2009
Arvikafestivalen 2009 hölls 2, 3 och 4 juli 2009. Detta år såldes 22 500 biljetter, vilket var en kraftig ökning från tidigare år. Ökningen tros bero på bokningen av den framgångsrika synthpopgruppen Depeche Mode.
Nine Inch Nails, Eagles of Death Metal, Korn och Röyksopp är de fyra andra huvudakterna som spelade på festivalen.
Övriga artister som spelade på festivalen var bl.a. The Mars Volta, Fleet Foxes, Deutsch-Amerikanische Freundschaft, Mando Diao, Thåström, Bob Hund, Safemode och Fever Ray.
Arvikafestivalen 2009 ägde rum samma helg som Roskildefestivalen. Närheten till Roskilde gjorde att populära artister kunde besöka båda festivalerna.